# Джонуб (Ахваз)
Футбольний клуб Навад о Лулех Джонуб Ахваз або просто «Джонуб» (перс. باشگاه فوتبال جنوب اهواز) — колишній професіональний іранський футбольний клуб з міста Ахваз.

## Історія
Заснований у 1973 році. Один з найвідоміших футбольних клубів Хузестану на початку 1990-х років. У 1990-х роках виступав у вищому дивізіоні іранського футболута протягом 6 сезонів поспіль потрапляв до числа найкращих клубів країни.
У сезоні 1993/94 років дійшов до фіналу кубку Хазфі, в якому поступився «Сайпі». Наступного року отримали дозвіл від іранської федерації на участь у Кубку володарів кубків Азії 1994/95. «Джонуб» вилетів з турніру на стадії 1/4 фіналу.
У середині 1990-х років клуб зіткнувся з фінансовими труднощами, через що змушений був перейти до Другого дивізіону чемпіонату Ірану. У 1996 році ліцензію клубу на участь у Другому дивізіоні придбав «Фулад», а «Джонуб» було розформовано.

## Досягнення
- Кубок Хазфі
  -  Фіналіст (1): 1993/94